# Lepidaria oviceps
Lepidaria oviceps är en tvåhjärtbladig växtart som beskrevs av Danser. Lepidaria oviceps ingår i släktet Lepidaria och familjen Loranthaceae. Inga underarter finns listade i Catalogue of Life.